# Ступишина, Наталья Сергеевна
Наталья Сергеевна Ступишина (известна также под псевдонимом Анка; род. 4 апреля 1960, Москва) — советская и российская эстрадная певица, известная по песням начала 1990-х годов, исполняемым в образе Анки-пулемётчицы. Известные песни: «А ты не лётчик!», «Анка» («Прокатила нас тачанка»), «Осенние цветы», «Просто Мария» и др.

## Биография

### Ранние годы
Наталья Ступишина родилась 4 апреля 1960 года в Москве. Поскольку отец будущей певицы был рождён 3 апреля, в её метриках он записал свой день рождения, чтобы отмечать оба события в один день. Дата в паспорте также отличается на 1 день от официальной.
С 6 лет поступила в музыкальную школу. С 12 лет занималась фигурным катанием.
По окончании школы поступила в музыкальное училище. Затем, в 1983 году, в музыкально-педагогический институт им. Гнесиных по классу хорового дирижирования.

### Карьера
На большую сцену впервые вышла во Дворце спорта «Лужники» в составе вокально-инструментального ансамбля «Москвички», в котором пела и играла на бас-гитаре. ВИА «Москвички» был настолько популярен, что объездил весь Советский Союз, иногда давая до шести сольных концертов в день.
Позже работала в варьете «Арбат». Как солистка, за короткое время сумела разучить практически все номера лучшей мировой эстрадной «классики».
С 1986 года гастролировала по стране, исполняя песни популярных в то время композиторов А. Мажукова и П. Аедоницкого.
В 1988 году на фирме «Мелодия» вышел её сольный диск-миньон «Ночная музыка», прохладно встреченный слушателями, хотя песня «Зазеркалье» периодически появлялась в эфире радио «Маяк».
В 1989 году в составе советской делегации певица участвовала в радио-фестивале «Песни на пристани», проходившем в Праге.
Вместе с поэтом Борисом Шифриным и композитором Михаилом Райко в 1991 году певица приготовила детскую программу, обкатанную в Прибалтике. Но, из-за политических событий в стране, запустить проект не удалось.
В 1990 году Ступишина обращается к поэту-песеннику Михаилу Таничу с просьбой написать для неё несколько текстов на тематику гражданской войны, героями которых была бы легендарная троица: Чапаев, Петька и Анка.
Весь цикл текстов для песен Натальи Ступишиной Михаил Танич написал бесплатно.
Образ Анки придуман самой певицей. Чтобы выделяться из общей массы на эстраде, Наталья Ступишина решила придумать нечто новое, чего до неё никто не делал. Вспомнилась героиня анекдотов Анка, подруга Чапая и Петьки.
Патронташ заказывали в театральных мастерских московского сада Эрмитаж. Поскольку настоящие патроны слишком тяжёлые и в них невозможно свободно двигаться на сцене, их заменили деревянной бутафорией.
Концертный образ во многом близок характеру певицы, хотя в жизни она более женственная и менее вульгарная.
Ступишина не курит, поэтому для выступления ей сделали специальную самокрутку с нарисованным фломастером красным огоньком.
Так появляется образ Анки и песенный репертуар, сделавший Ступишину популярной. Костюмы и дизайн обложек пластинок создавал муж певицы — художник Руслан Гудиев.
Ступишина участвует в сборном юбилейном концерте «Песня-90». Песня «Прокатила нас тачанка» становится лауреатом телешоу «50х50», транслируется на некоторых радиостанциях страны. Позже, с претензией на хит, появляется песня «А ты не лётчик!»
Певица становится практически «звездой» буквально за несколько дней. Поступают приглашения на гастроли, хотя в репертуаре ещё недостаточно песен для сольного концерта. Их сочиняют прямо в поездах, по дороге к месту выступления.
В течение последующих лет Анка выпускает несколько альбомов, но образ «статной девахи в рваной тельняшке, перепоясанной патронташами, в папахе и сапогах» быстро приедается публике, и популярность певицы падает. Вскоре Ступишина уходит с эстрады, создав собственную творческую мастерскую-студию в Москве. По утверждению информационного портала русского шансона www.russianshanson.info, исчезновение певицы со сцены «связано с отсутствием грамотного менеджмента, незначительным количеством недостаточно раскрученных хитов и главным образом с тем, что певица начинает создавать свою собственную студию».
Понимая, что образ Анки-хулиганки быстро наскучит публике, певица пыталась сменить имидж. Так, в 1994 году был придуман образ «помощницы депутата Государственной Думы от Аграрной партии», написана песня «Анка в Думе». По ряду причин, в том числе из-за цензуры администрации телевизионных каналов, песню не выпустили в ротацию.
При строительстве дома на Рублёвке весь сценический гардероб был оставлен в летней пристройке, откуда был впоследствии украден.
Ступишина награждена подарочной медалью «100-летие освобождения Болгарии от Османского ига» за участие в праздновании Дней московской культуры в Софии.
С 1996 года Ступишина на домашней студии записывает альбомы начинающих исполнителей, пишет для них музыку и тексты.

### Личная жизнь
В 1982 году Ступишина вышла замуж. Вскоре родила дочь Полину.
С 2000 года практически не занимается творчеством, выступая исключительно на вечеринках друзей. Много времени уделяет семье в Москве, на даче в Сочи и у дочери в США.
Дочь Ступишиной, Полина, стала композитором и певицей. Живёт в США, где приобрела некоторую известность как соавтор песни Эминема «Legacy» из альбома «The Marshall Mathers LP 2». В России и Европе, в свою очередь, Полина известна по песне «Book of Love», написанной немецким композитором Феликсом Йеном. В 2018 году в дуэте с Димой Биланом исполнила песню «Пьяная любовь».

## Дискография
Ночная музыка (1988)
Тимур и его командасовместно с Натальей Ступишиной (1988)
В 1988 году Ступишина тесно сотрудничает с композитором Борисом Тимуром. Совместно они запускают проект под названием «Тимур и его команда». Поют дуэтом. Записывают магнитоальбом, в который входит 14 композиций. Многие песни впоследствии будут перепеты Натальей самостоятельно, на один голос, и войдут в другие альбомы певицы.
Список композиций:
1. Мустафа
2. О пользе йоги
3. Шахерезада
4. Карабах
5. Рано прощаться
6. Маршрутное такси
7. Дворец турецкого султана
8. Век живи
9. Я не кукла
10. Жаркое лето
11. Мой моряк
12. Джинн
13. Милый друг
14. Долина роз

НС (1990)
Первоначально диск планировалось назвать «Раздвоение», из-за эклектики песен, часть которых была написана в лирическом стиле, а другие в эпатажном. Руководство фирмы «Мелодия» решило выпустить альбом, назвав его настоящими инициалами певицы: Н. С. Обложку пластинки украсили портрет работы Р. Будаева и фотография Г. Прохорова, на которых Ступишина ещё не в образе Анки. Пластинка вышла тиражом 5880 экз. Количество композиций: 8. Общее время звучания: 37 мин. 24 сек.
Сторона 1:
1. Ты уходишь (Б. Тимур — Я. Гальперин)
2. Массовка (М. Райко — М. Танич)
3. Милый друг (Б. Тимур — Б. Тимур, М. Золоторевская)
4. Аутотренинг (М. Райко — С. Гершанова)

Сторона 2:
1. Солнце в зените (М. Райко — Л. Козлова)
2. Жаркое лето (Б. Тимур — Б. Шифрин)
3. Судный день (М. Райко — Л. Козлова)
4. Рано прощаться (Б. Тимур — И. Шаферан)

Анка (1990)
На альтернативной студии «Метадиджитал» (номер по каталогу 91090/101090) выходит виниловый диск Натальи Ступишиной с песнями цикла М. Танича. На обложке певица в сценическом костюме Анки с наганом в руке.
Сторона 1:
1. Петька (И. Азаров — М. Танич)
2. Политпросвет (И. Азаров — М. Танич)
3. Анка (Прокатила нас тачанка) (И. Азаров — М. Танич)

Сторона 2:
1. Прикажу (В. Семёнов — Л. Рубальская)
2. Осенние цветы (Б. Тимур — М. Танич)
3. Жаркое лето (Б. Тимур — М. Танич)

Прокатила нас тачанка (1992)
В 1992 году выходит магнитоальбом певицы, в который собран практически весь репертуар. По разным данным на кассету вошло 14-16 композиций. Существует версия, что это — пиратский альбом; возможно поэтому данные различных открытых интернет-источников не совпадают. При этом большинство источников утверждает, что альбом записан на фирме «Мелодия» (например, энциклопедия Кирилла и Мефодия).
Список композиций:
1. Милый друг (Б. Тимур — Б. Тимур, М. Золоторевская)
2. А ты не лётчик (Н. Ступишина — М. Танич)
3. Анка (Прокатила нас тачанка) (И. Азаров — М. Танич)
4. Петька (И. Азаров — М. Танич)
5. Политпросвет (Товарищ Фрманов) (И. Азаров — М. Танич)
6. Белая черёмуха (Н. Ступишина — М. Танич)
7. Анютины глазки (Н. Ступишина — М. Танич)
8. Эх, раз (Е. Ванина — М. Танич)
9. Прикажу (В. Семёнов — Л. Рубальская)
10. Джинн (Б. Тимур — …)
11. Я не кукла (Б. Тимур — …)
12. Жаркое лето (Б. Тимур — М. Танич)
13. Осенние цветы (Б. Тимур — М. Танич)
14. Ты уходишь (Б. Тимур — Я. Гальперин)
15. Рано прощаться (Б. Тимур — И. Шаферан)
16. Воробьи (Н. Ступишина — М. Танич)

А ты не лётчик (1993—1994)
В 1994 году в ротацию выходит новый магнитоальбом певицы, в наши дни считающийся наиболее популярным из всех. Фотография с обложки именно этой кассеты (а впоследствии и диска) до сих пор иллюстрирует большинство интернет-материалов на различных сайтах: ярко накрашенная Ступишина в папахе и разодранной тельняшке картинно облокотилась на колено, задумчиво глядя куда-то в небо. К губе прилипла самокрутка, за спиной — красным по чёрному: ANKA.
Список композиций:
1. А ты не лётчик (Н. Ступишина — М. Танич)
2. Анка (Прокатила нас тачанка) (И. Азаров — М. Танич)
3. Белая черёмуха (Н. Ступишина — М. Танич)
4. Воробьи (Н. Ступишина — М. Танич)
5. Анютины глазки (Н. Ступишина — М. Танич)
6. Эх, раз (Е. Ванина — М. Танич)
7. Безбожный переулок (слова и музыка Н. Ступишиной)
8. Свадьба во льдах (В. Аникиенко — Ю. Мориц)
9. Ночной кабак (Н. Ступишина — Д. Пицакова)
10. А я ни в чём не виновата (И. Азаров — Р. Лисиц)
11. Червовая любовь (слова и музыка Н. Ступишиной)
12. Дальник (Н. Ступишина — Н. Ступишина, Б. Шифрин)

Просто Мария (1995)
Последний официальный альбом певицы вышел в 1995 году. По признанию самой Ступишиной (что подтверждает текст заглавной песни и оформление обложки пластинки), тематика альбома была навеяна популярным в то время мексиканским сериалом. Кроме новых песен в трек-лист вошли и уже раскрученные композиции:
1. Просто Мария (слова и музыка Н. Ступишиной)
2. Лимассольский причал (Г. Ефремов — …)
3. Бандюга (Н. Ступишина — …)
4. По кольцу (слова и музыка Н. Ступишиной)
5. По Парижу (Г. Ефремов — …)
6. Безбожный переулок (слова и музыка Н. Ступишиной)
7. А ты не лётчик (Н. Ступишина — М. Танич)
8. Злая ночь (Н. Ступишина — …)
9. Осень (Г. Ефремов — …)
10. Пепельная, нежная (Г. Ефремов — …)
11. Неухоженный (Г. Ефремов — …)
12. По Оби (Г. Ефремов — …)
13. Одесса (Г. Ефремов — …)